# Ghislaine Dommangetová

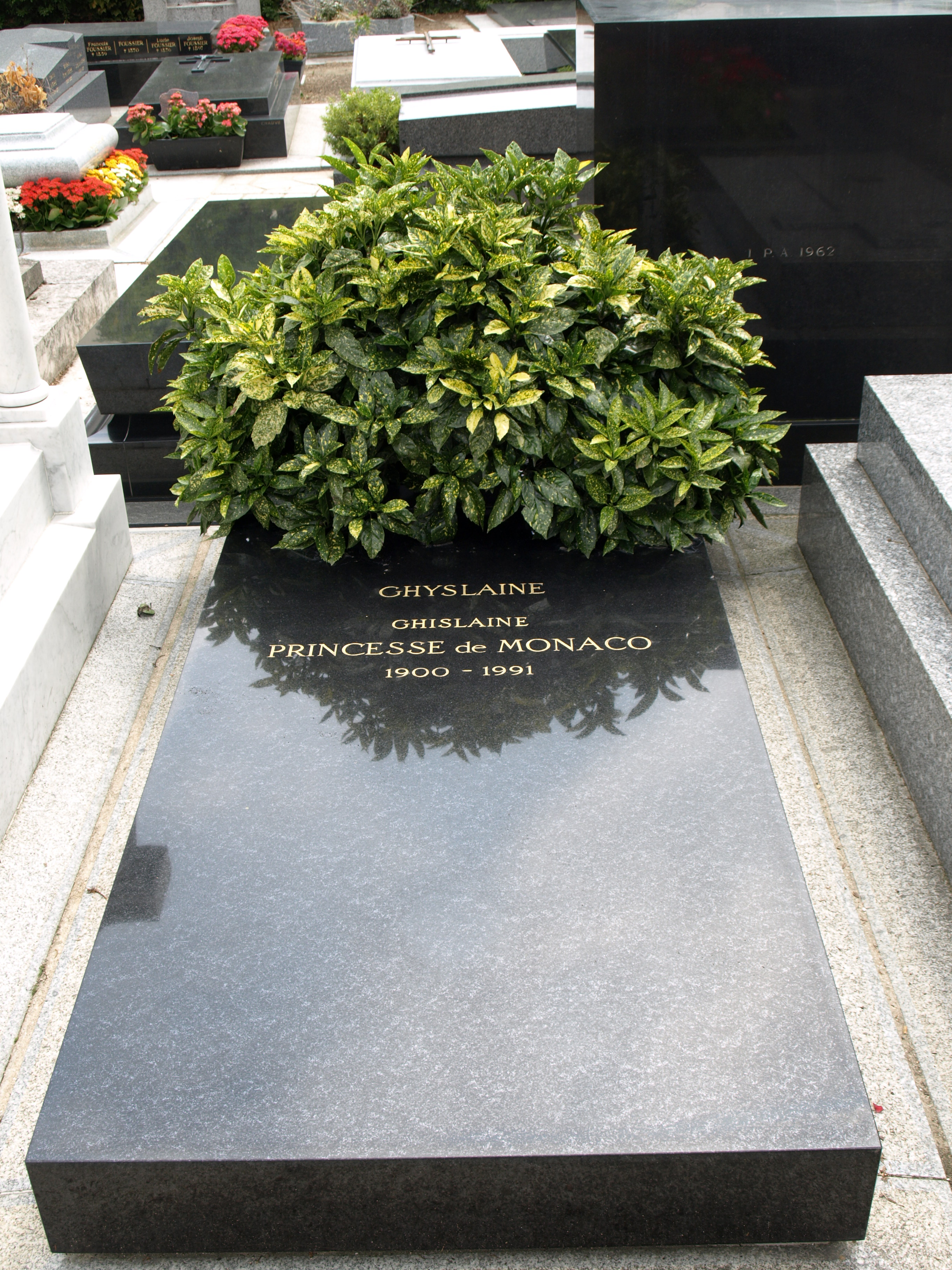
Hrob Ghislaine, kněžny monacké

Ghislaine Marie Françoise Dommangetová (13. října 1900, Remeš – 30. dubna 1991, Neuilly-sur-Seine) byla francouzská herečka a v letech 1946 až 1949 monacká kněžna jako manželka knížete Ludvíka II.

## Mládí
Dommangetová se narodila 13. října 1900 v Remeši ve Francii jako dcera plukovníka Roberta Josepha Dommangeta (1867–1957) a jeho manželky Marie Louise Meunierové (1867–1957).

## Osobní život
V roce 1923 se provdala za Paula Dieya (1863–1931). Po jeho smrti v roce 1931 měla vztah s hercem Andréem Bruléem. V roce 1934, ona a Brulé přivítali syna, Jean-Gabriela Brulé.
Po rozchodu s Bruléem se 24. července 1946 provdala za vládnoucího monackého knížete Ludvíka II. Stala se první nevěstou rodu Grimaldiů bez věna.
Po smrti Ludvíka II. 9. května 1949 a nástupu na trůn jejího nevlastního vnuka Rainiera III. se stala monackou kněžnou vdovou. Tento titul držela až do své smrti.

## Významné publikované práce
- DOMMANGETOVÁ, Ghislaine. Sois princesse ... dit-il. [s.l.]: Hachette, 1964. 253 s.

## Vyznamenání

### Národní
- Monako: Dáma velkokříže Řádu svatého Karla (24. října 1946)[5]

### Zahraniční
- Francie
  - Rytíř Řádu čestné legie (25. června 1947)[6]
  - Komandér Řádu veřejného zdraví[7]
- Svatý stolec: Bene merenti[8]